# Đảo Kubbar
Kubbar (tiếng Ả Rập: جزيرة كبر) là một hòn đảo đầy cát của Kuwait nằm ở vịnh Ba Tư, đảo phủ đầy bụi cây. Vị trí ngoài khơi bờ biển phía nam của Kuwait khoảng 30 km và ngoài khơi bờ biển của Failaka 29 km. Hòn đảo này gần như có hình tròn, với đường kính từ 370 đến 380 mét, tương ứng với diện tích khoảng 11 ha. Đó là đảo cát, với bờ biển thấp và thảm thực vật thưa thớt. Hòn đảo này là nơi sinh sống của nhiều loại động vật hoang dã.
Khoảng sáu binh sĩ Iraq thiệt mạng trong cuộc chiến Vùng Vịnh năm 1991 được chôn trên đảo. Ngôi mộ của họ được đánh dấu kín đáo theo cách an táng Hồi giáo.
Kubbar được bao quanh bởi các rạn san hô và do đó thường xuyên có các thợ lặn ở đây.
Các rạn san hô trong khu vực này là nơi hoạt động thường xuyên của Đội lặn biển nổi tiếng từng đoạt giải thưởng Kuwait (KDT), một nhóm được Liên Hợp Quốc bình chọn là đội thợ lặn tốt nhất trên thế giới.
Đảo quản lý bởi cơ quan Dịch vụ hỗ trợ hàng hải Trung Đông (Middle East Navigation Aids Service)